# Ctenus amphora
Espèce
Ctenus amphora est une espèce d'araignées aranéomorphes de la famille des Ctenidae.

## Distribution
Cette espèce se rencontre au Brésil, au Guyana, en Guyane et en Colombie en Amazonie.

## Description

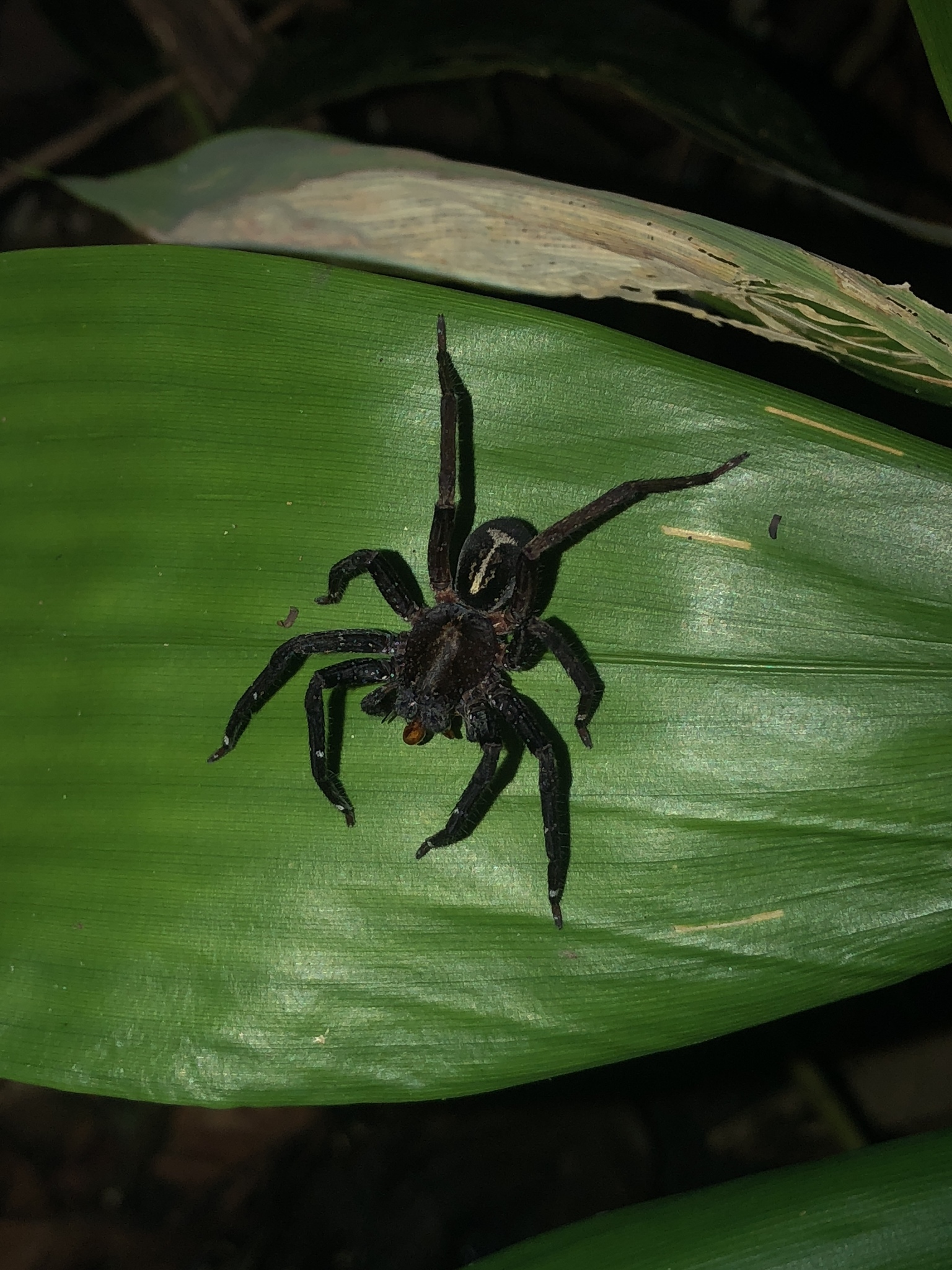
Ctenus amphora

La femelle holotype mesure 15 mm.
Les mâles mesurent de 14,00 à 18,30 mm et les femelles de 13,40 à 18,80 mm.

## Systématique et taxinomie
Cette espèce a été décrite par Mello-Leitão en 1930.
La femelle holotype était déposée au Musée national de l'université fédérale de Rio de Janeiro. Elle a été détruite par l'incendie de celui-ci qui a eu lieu dans la nuit du 2 au 3 septembre 2018.

## Publication originale
- Mello-Leitão, 1930 : « Aranhas do Cuminá. » Arquivos do Museu Nacional do Rio de Janeiro, vol. 32, p. 51-75.